# 护目镜
護目鏡(英語：Goggles)，運動、工作時所佩戴的眼鏡，目的是保護眼睛。

## 運動用
大部分的運動都是在戶外，而戶外的陽光往往是造成眼睛病變的主因，所以長期暴露在陽光下的運動員開始佩戴太陽眼鏡來保護自己的眼睛。但是一般的太陽眼鏡除了鏡片可防止紫外線進入眼睛外，大都是以時尚配件為主，並不能真正完全保護眼睛。因為運動中還有可能會有強烈的衝擊或碰撞，所以後來慢慢發展出可以完全保護眼睛的太陽眼鏡，也就是運動太陽防風眼鏡，又稱運動眼鏡。

### 類型
不同的運動項目下，護目鏡會有以下不同的類型：
- 游泳、潛水：通常為泳鏡或潛水面鏡，必須防水，以防止海水或含氯的游泳池水刺激眼睛使視力模糊，確保運動員在水底下看得清楚。不過不適用於超過幾英尺的水深之下，因為水壓會將把護目鏡緊緊壓在臉上。
- 壁球：在密閉的球場內保護眼睛免被球拍或硬質橡膠球擊中。
- 冬季運動：保護眼睛免受強光刺激或被地面激起的冰粒濺到[1][2][3]。
- 籃球：有些NBA球員都會在球賽中佩戴護目鏡，藉以避免跟其他球員搶球時刮傷或打到眼睛，包括賈巴爾、沃西、霍勒斯·格蘭特、科特·蘭比斯和阿玛雷·斯塔德迈尔。
- 實驗：多數用於化學、生物、物理實驗室，免受刺激性或有毒性的液體、氣體或固體所造成的傷害，製造其物料多使用有機玻璃或亞加力膠，由於有機玻璃透光率高，高化學穩定性，如抗酸、抗生物腐蝕等，另外有機玻璃的密度低，所以較為輕便，方便做實驗者長期佩戴。

### 家用
- 近年來，廉價的家庭用多用途護目鏡掘起，主要用途是防塵，可以用在掃地、切洋蔥、擋雨等。
- 電影不可能任務4中，阿湯哥用護目鏡擋沙塵暴。
- 生存遊戲佩戴護目鏡擋漆彈。
- 廉價護目鏡逐漸取代高價位的風鏡，成為單車族玩公路／山路巡航的必備護具，尤其針對漫天飛舞的蚊子。
- 2019冠狀病毒病疫情期間，為避免病毒感染(飛沫可能經由淚液進入人體)，醫護人員和民眾都佩戴護目鏡。[4][5]

## 工作用
為避免眼睛被飛濺物品、化學藥品、傳染性體液（如飛沫、血液等）以及強光所傷害，也必需佩戴護目鏡。

## 圖片集

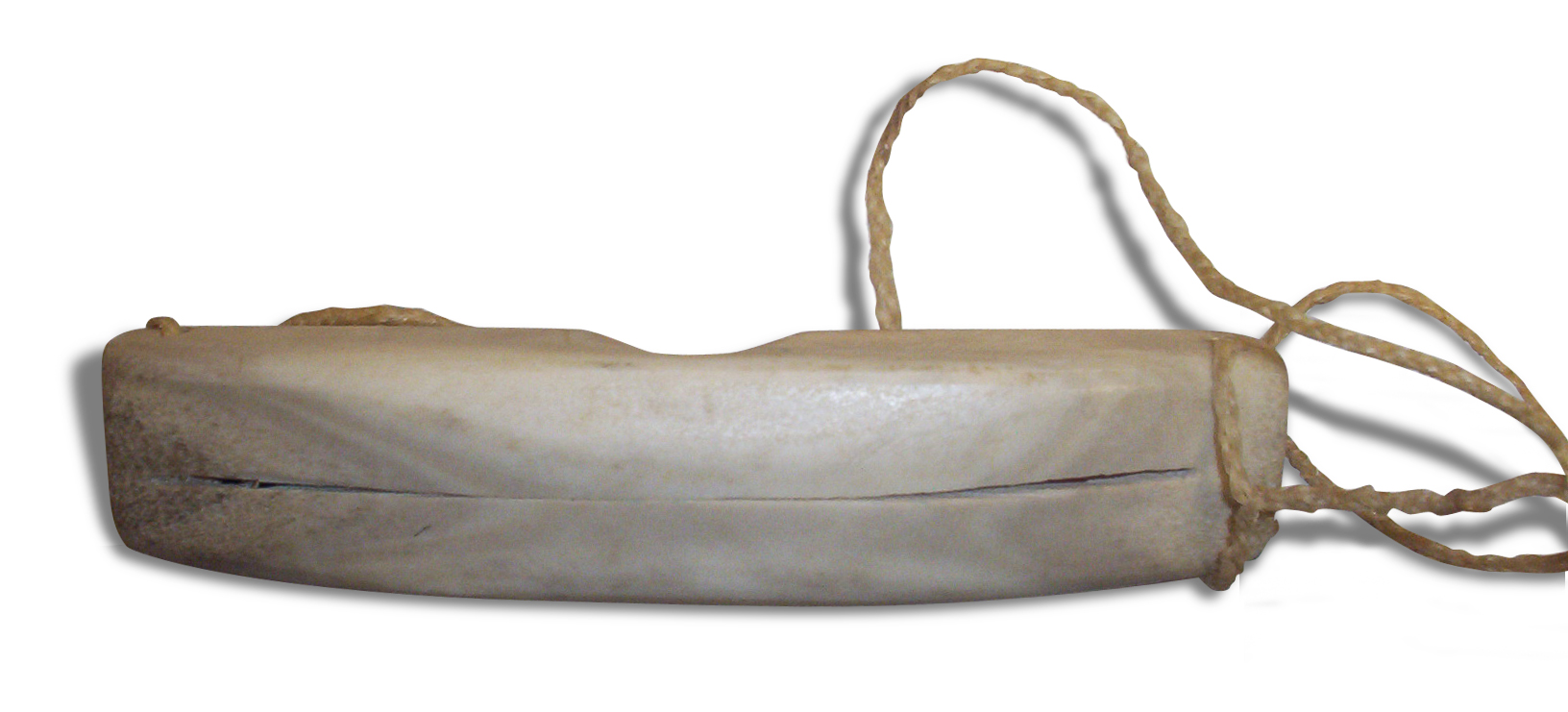
Traditional 因纽特人的「護目鏡」
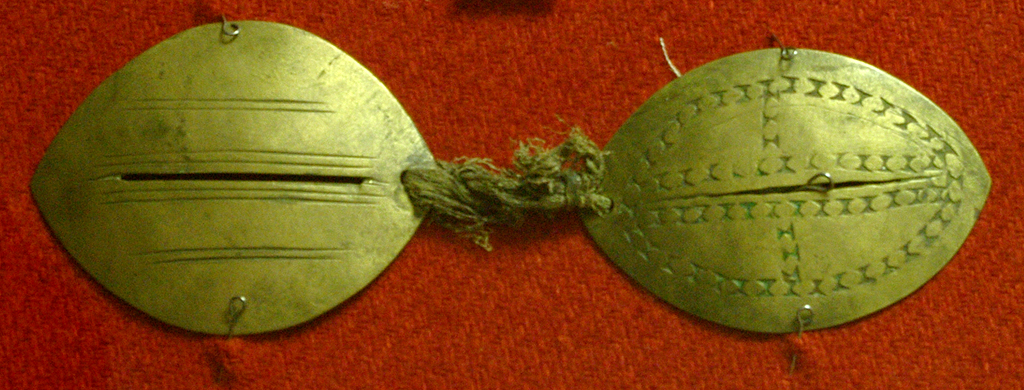
Metal 涅涅茨人的「護目鏡」
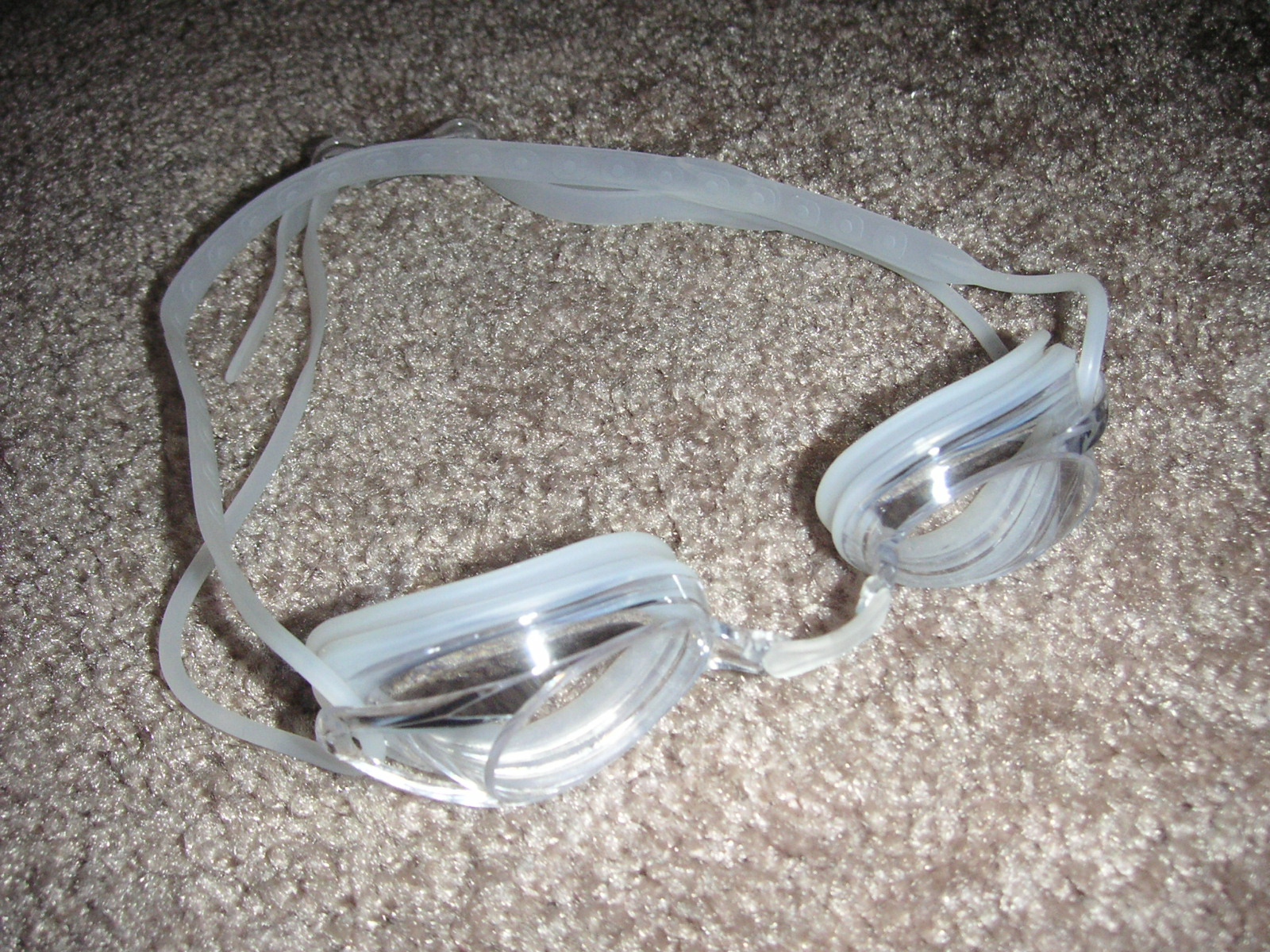
泳鏡
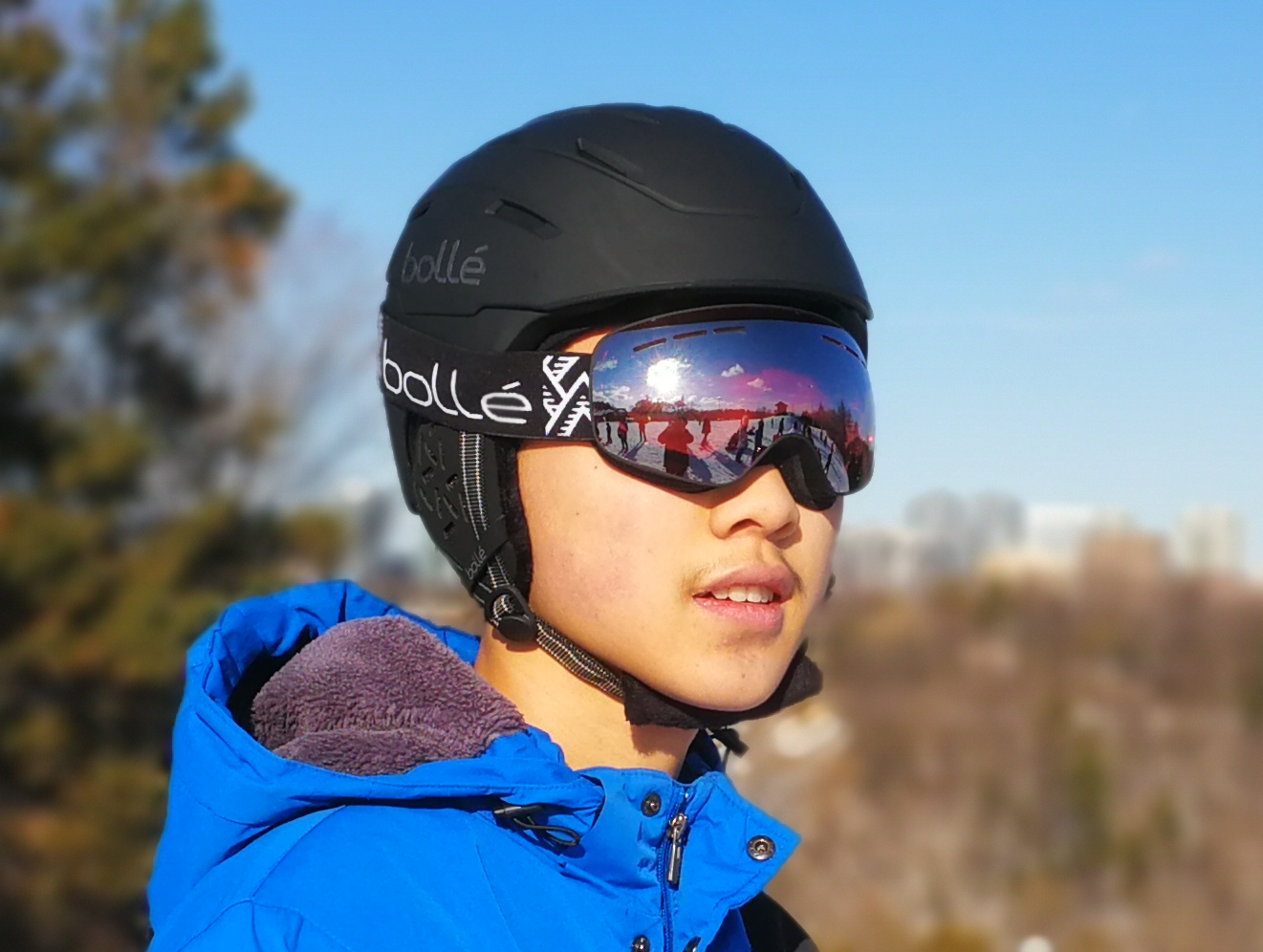
滑雪镜
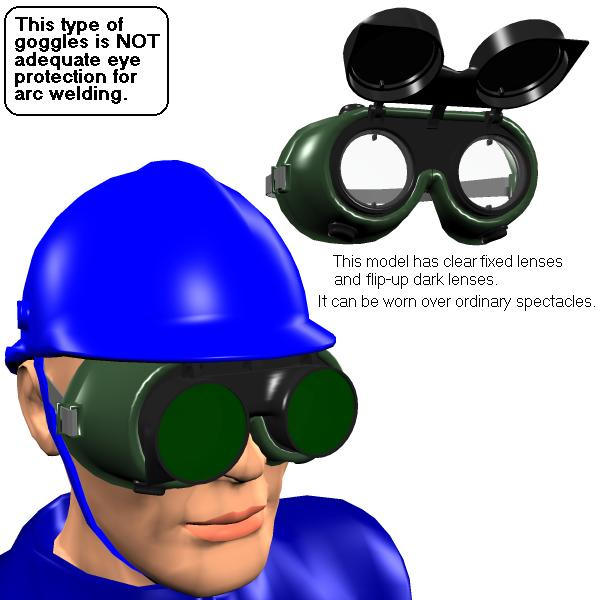
燒捍用的護目鏡